# Romans Morza Karaibskiego
Romans Morza Karaibskiego – zbiór reportaży autorstwa Olgierda Budrewicza z 1962 (Czytelnik).
Autor opisał swoją podróż do Ameryki Środkowej i Południowej, którą odbył w 1961. Tekst zilustrował własnymi fotografiami. Podróż rozpoczął w Amsterdamie i odwiedził następujące kraje i terytoria: Surinam, Gujanę Brytyjską, Trynidad i Tobago, Curaçao, Wenezuelę, Jamajkę, Portoryko, Haiti, Kubę i Gwatemalę.